# ААФЛ лига
ААФЛ лига (Аlpe Adria Football League) је лига америчког фудбала за тимове из јужне Европе. Тренутно се у лиги такмиче четири тима из Хрватске два из Словеније и по један из Србије и БиХ. Тренутни прваци су екипа Џенералса из Марибора.

## Систем такмичења
Лига у сезоне 2014. има осам клубова. Основана је 2013. године када је наступало пет тимова. Ига се по једнокружном систему, где свако ига са сваким. Прве четири екипе иду на фајнал фор. Сезона је почела утакмицама првог гола, 22. марта 2014.

## Тимови
| Екипа             | Место   |
| ----------------- | ------- |
| Џенералси Марибор | Марибор |
| Рејдерси Загреб   | Загреб  |
| Алп девилси       | Високо  |
| Тандери Загреб    | Загреб  |
| Кенонси Осијек    | Осијек  |

| Екипа              | Место             |
| ------------------ | ----------------- |
| Џенералси Марибор  | Марибор           |
| Рејдерси Загреб    | Загреб            |
| Алп девилси        | Високо            |
| Сирмијум лиџонарси | Сремска Митровица |
| Кенонси Осијек     | Осијек            |
| Патриотси Загреб   | Загреб            |
| Спартанси Сарајево | Сарајево          |
| Сивулвси Сплит     | Сплит             |

## Шампиони
- 2013. — Џенералси Марибор
- 2014. — Џенералси Марибор